# NGC 13
NGC 13 (ook wel PGC 650, UGC 77, MCG 5-1-34, ZWG 498.81 of ZWG 499.53) is een spiraalvormig sterrenstelsel in het sterrenbeeld Andromeda.
NGC 13 werd op 26 november 1790 ontdekt door de Duits-Britse astronoom Wilhelm Herschel.